# Cerro Ayahua
Cerro Ayahua är ett berg i Bolivia.   Det ligger i departementet Potosí, i den sydvästra delen av landet, 400 km sydväst om huvudstaden Sucre. Toppen på Cerro Ayahua är 4 744 meter över havet.
Terrängen runt Cerro Ayahua är kuperad åt sydväst, men åt nordost är den bergig. Trakten runt Cerro Ayahua är nära nog obefolkad, med mindre än två invånare per kvadratkilometer.. 
Omgivningarna runt Cerro Ayahua är i huvudsak ett öppet busklandskap.